# Anastazij
Anastazij je moško osebno ime.

## Slovenske različice imena
Anastas, Anastazjian

## Tujejezikovne različise imena
Anastase, Anastay (fr.), Anastas, Anastasije, Anastažio, Nastas, Nasto (hr.).

## Izvor imena
Ime Anastazij izhaja  prek latinskega imena Anastasius iz grškega Αναστασιος (Anastasios), ki ima osnovo v grški besedi αναστασις (anastasis) v pomenu besede »vstajenje od mrtvih«

## Pogostost imena
- Leta 1994 je bilo v Sloveniji  podatkih iz knjige Leksikon imen Janeza Kebra 7 nosilcev imena Anastazij. Ostalih oblik imena ni bilo v uporabi.[2]
- Po podatkih Statističnega urada Republike Slovenije je bilo na dan 31. decembra 2007 v Sloveniji število moških oseb z imenom Anastazij: 7.[3]

## Osebni praznik
V koledarju Anastazij praznuje god 22. januarja, 2. maja ali pa 22. maja.

## Izpeljanke priimkov
Priimki iz imena Anastazij so bili izpeljani predvsem na področjih bivše Jugoslavije: Anastasijević, Nastasijević, Nastović, Nastić in drugi.